# Jönköpings församling
Jönköpings församling är en församling i Södra Vätterbygdens kontrakt, Växjö stift och Jönköpings kommun. Församlingen bildar ett eget pastorat och är till både medlemsantal och folkmängd stiftets största församling.

## Administrativ historik
Församlingen bildades 2018 genom sammanslagning av Jönköpings Kristina-Ljungarums församling och Jönköpings Sofia-Järstorps församling och utgör därefter ett eget pastorat.

## Kyrkor
- Kristine kyrka
- Ljungarums kyrka
- Österängskyrkan
- Sanna kyrka
- Ekhagskyrkan
- Råslätts kyrka
- Sofiakyrkan
- Gräshagskyrkan
- Dalvikskyrkan
- Bymarkskyrkan
- Järstorps kyrka
- Slottskapellet